# 伊藤の補題

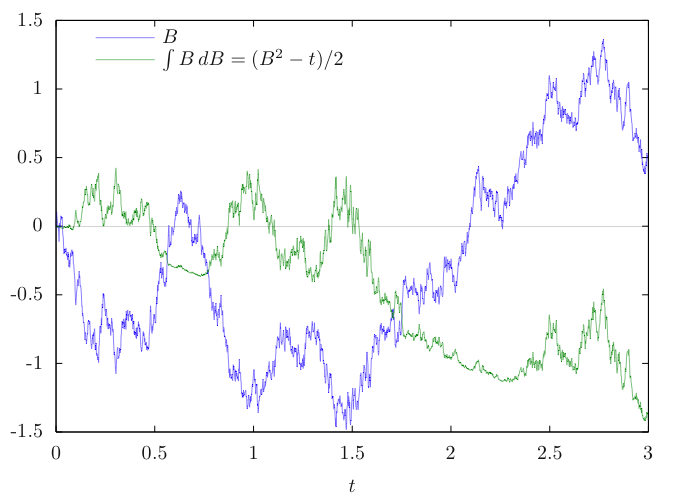
ウィーナー過程の一試行（青線）の伊藤積分（緑線）の例

伊藤の補題（いとうのほだい、Itō's/Itô's lemma）は、確率微分方程式の確率過程に関する積分を簡便に計算するための方法である。伊藤清が考案した。

## 伊藤積分
確率過程、とくにウィーナー過程 {\displaystyle B_{t}} の積分を考えたい。確率的にしか予言できない過程であっても、大数の法則を認めるような立場では、積分を定義することが出来る。
このような積分の定義の仕方にはいくつかあるが、伊藤清の定義した伊藤積分が、積分がマルチンゲールになるという応用上望ましい性質を持つため、しばしば用いられる。

### 伊藤積分の定義
確率過程 {\displaystyle Y_{t}} の区間 {\displaystyle [0,t]} におけるウィーナー過程 {\displaystyle B_{t}} に関する積分を
{\displaystyle \int _{0}^{t}Y_{s}\,dB_{s}=\sum _{i=1}^{n-1}Y(t_{i-1})(B(t_{i})-B(t_{i-1}))+Y(t_{n-1})(B(t)-B(t_{n-1}))}
の分割 {\displaystyle 0=t_{0}<t_{1}<\cdots <t_{n-1}<t_{n}=t} を細かくした極限で定義する。
関数 {\displaystyle Y_{t}} は、よい性質（可測で、{\displaystyle B_{t}} が適合する増大情報系に適合し、局所二乗可積分）を持っているものとする。
一見、リーマン積分と似た定義である。しかし、区間 {\displaystyle t_{i-1}\leq t<t_{i}} のどの {\displaystyle t} で {\displaystyle Y(t)} を評価してもリーマン積分は定義できるのに対し、伊藤積分は区間の左端 {\displaystyle Y(t_{i-1})} を用いる。
この和は、分割の仕方によらず、分割を小さくする極限で一定の値に収束することが示される
。

### 確率微分
この積分のいわば逆計算として、確率過程の微分 {\displaystyle dB_{t}} が定義できる。
二次の微分 {\displaystyle dB_{t}dB'_{t}} は
{\displaystyle \sum _{i=1}^{m}(B(t_{i})-B(t_{i-1}))(B'(t_{i})-B'(t_{i-1}))\qquad \qquad \qquad \qquad (1)}
の分割 {\displaystyle {t_{0}<t_{1}<\cdots <t_{m}}} を細かくした極限で定義する。

## 伊藤の公式
確率過程 {\displaystyle \{X_{t}\}} が確率微分方程式
{\displaystyle dX_{t}=f(t)dt+g(t)dB_{t}}
に従っているとき, {\displaystyle h(t,x)} が{\displaystyle t,x} について二回連続微分可能とすると
{\displaystyle dh=\left.{\frac {\partial h}{\partial t}}\right|_{x=X_{t}}dt+\left.{\frac {\partial h}{\partial x}}\right|_{x=X_{t}}f(t)dt+\left.{\frac {\partial h}{\partial x}}\right|_{x=X_{t}}g(t)dB_{t}+\left.{\frac {1}{2}}{\frac {\partial ^{2}h}{\partial x^{2}}}\right|_{x=X_{t}}(g(t))^{2}dt}
が成立する 。
確率過程を含まない積分表示では現れない {\displaystyle x} の微分に関する二次の項が存在する。これはウィーナー過程の性質{\displaystyle (dB_{t})^{2}=dt} による。

### 伊藤ルール
伊藤の公式は、{\displaystyle h(t,x)} の二次までのテイラー展開に
1. {\displaystyle (dB_{t})^{2}=dt}
2. {\displaystyle dB_{t}dt=0}
3. {\displaystyle (dt)^{2}=0}

を適用して得られる形をしている。
伊藤ルールを用いると、次のような計算が出来る。
{\displaystyle de^{B_{t}^{2}}=2B_{t}e^{B_{t}^{2}}dB_{t}+(e^{B_{t}^{2}}+2B_{t}^{2}e^{B_{t}^{2}})dt}

### 証明
上記の確率過程を含む二回微分の定義(1) を用いる。
第一式は
{\displaystyle S=\sum _{i=1}^{m}(B(t_{i})-B(t_{i-1}))^{2}}
と置くと、{\displaystyle S} の期待値は
{\displaystyle E(S)=\sum _{i=1}^{m}E((B(t_{i})-B(t_{i-1}))^{2})}
である。
ウィーナー過程の性質により、それぞれの
{\displaystyle B(t_{i})-B(t_{i-1})} は独立だから{\displaystyle S} の分散は
{\displaystyle V(S)=\sum _{i=1}^{m}V((B(t_{i})-B(t_{i-1}))^{2})=\sum _{i=1}^{m}E((B(t_{i})-B(t_{i-1}))^{4})-(E((B(t_{i})-B(t_{i-1}))^{2}))^{2}}
である。
ウィーナー過程の性質により、
{\displaystyle B(t_{i})-B(t_{i-1})}
は平均 0  分散 {\displaystyle t_{i}-t_{i-1}} の
正規分布に従う。すなわち、
{\displaystyle E(B(t_{i})-B(t_{i-1}))=0}、{\displaystyle E((B(t_{i})-B(t_{i-1}))^{2})=t_{i}-t_{i-1}}、
{\displaystyle E((B(t_{i})-B(t_{i-1}))^{4})=3(t_{i}-t_{i-1})^{2}}
となるから結局 {\displaystyle E(S)=t} であり、分割を細かくする極限で
{\displaystyle V(S)=2\sum _{i}(t_{i}-t_{i-1})^{2}\leq 2\max(t_{i}-t_{i-1})\sum _{i}(t_{i}-t_{i-1})=2\max(t_{i}-t_{i-1})t\to 0} となる。
チェビシェフの不等式を用いれば、{\displaystyle S} は {\displaystyle E(S)=t} に(確率の意味で)収束することが示される。

第二式は
{\displaystyle \sum _{i=1}^{m}(t_{i}-t_{i-1})(B(t_{i})-B(t_{i-1}))\leq t\max(B(t_{i})-B(t_{i-1}))}
と評価されて、{\displaystyle B(t)} は連続であるから分割を細かくすると右辺が 0 に収束する。
第三式は
{\displaystyle \sum _{i=1}^{m}(t_{i}-t_{i-1})^{2}\leq m{\frac {t^{2}}{m^{2}}}\to 0}
と評価される。